# Mark Shield
Mark A. Shield (født 2. september 1973 i Australien) er en tidligere fodbolddommer fra Australien.Han har dømt mange kampe i U-17- og U-20 og var med som fjerde dommer i VM 2002. Han dømte også i VM 2006.

## Karriere

### VM 2002
- Tunesien – Belgien  (gruppespil)

### VM 2006
- Tunesien – Saudi-Arabien  (gruppespil)
- Iran – Angola  (gruppespil)